# Aotus nigriceps
L'aoto dalla testa nera (Aotus nigriceps Dollman, 1903) è un primate platirrino della famiglia degli Aotidi.

## Distribuzione
Vive nella zona amazzonica di Perù e Colombia, costeggiando a sud il Rio delle Amazzoni fino al Brasile centrale. Predilige le aree di foresta pluviale pedemontana ad altezze che arrivano oltre i 3000 m.

## Descrizione

### Dimensioni
Misura circa 60 cm di lunghezza, per un peso che raggiunge i 750 g.

### Aspetto
Il pelo è corto e folto, di colore grigio-nerastro sul dorso e giallo-arancio sul ventre ed ai lati del collo. Sulla fronte sono presenti tre macchie nere, una centrale e due laterali, le quali scendono ai lati della faccia fino all'inizio della mandibola, mentre quella centrale attraversa la fronte fino alla punta del muso, che è corto e tozzo. Le sopracciglia, le guanche ed il mento sono bianchi.

Gli occhi sono molto grandi e bruni. Le mani possiedono lunghe dita dai polpastrelli rigonfi, con l'unghia dell'indice modificata per il grooming.

## Biologia
Si tratta di animali notturni, che vivono in piccoli gruppi familiari formati da una coppia progenitrice con 2-3 cuccioli di parti precedenti. Ogni gruppo occupa un territorio di circa un ettaro, che difendono tramite vocalizzazioni d'avvertimento: qualora degli intrusi sconfinino, ogni sesso interagisce aggressivamente con animali dello stesso sesso. Qualora l'aggressione si risolva violentemente con la sconfitta del gruppo residente, l'animale vincitore prende possesso del territorio e del compagno dello sconfitto: a differenza di altri animali con abitudini simili, come i leoni, in questa specie non c'è infanticidio al momento del "cambio di proprietà" del territorio, ma i maschi si prendono cura dei cuccioli dei loro predecessori come se fossero i propri.

All'interno dei territori, gli animali si muovono percorrendo rotte fisse alla ricerca di cibo, dalla lunghezza di circa un chilometro.

### Alimentazione
Questi animali sono prevalentemente frugivori, in particolare prediligono i frutti ben maturi di Ficus: a differenza di altre specie di aoto, la quantità di insetti e foglie ritrovate nelle feci di questa specie è praticamente irrilevante.

### Riproduzione
La stagione degli accoppiamenti coincide col periodo delle piogge, fra agosto e febbraio: vista la virtuale instabilità del rapporto di coppia a causa dell'eventuale spodestamento di uno dei due sessi a causa di intrusi, il maschio e la femmina non si accoppiano prima di aver convissuto un anno. L'accoppiamento è indipendente dal ciclo estrale della femmina.

La gestazione dura quattro mesi, al termine dei quali viene dato alla luce un unico cucciolo, che viene svezzato attorno ai 5 mesi d'età e può dirsi indipendente appena dopo lo svezzamento, anche se raramente si allontana prima dei 3 anni d'età. La maturità sessuale viene raggiunta attorno ai due anni dai maschi, mentre per le femmine ci vuole il doppio del tempo.
In natura, questi animali vivono fino a 11 anni, mentre in cattività arrivano ai vent'anni.